# Psychotria apocynifolia
Psychotria apocynifolia är en måreväxtart som beskrevs av Asa Gray. Psychotria apocynifolia ingår i släktet Psychotria och familjen måreväxter. Inga underarter finns listade i Catalogue of Life.